# Parafia Matki Boskiej Fatimskiej w Kaletach
Parafia Matki Boskiej Fatimskiej – rzymskokatolicka parafia znajdująca się w Kaletach, w dzielnicy Drutarnia. Należy do metropolii katowickiej, diecezji gliwickiej i dekanatu Woźniki.
Kościołem parafialnym jest, zbudowany w latach 1984-1987, kościół Matki Boskiej Fatimskiej; poza nim do parafii należy kościół św. Jana Chrzciciela w Bruśku.